# Peter Dehn
Peter Dehn (* 8. Juni 1944 in Berlin-Spandau) ist ein deutscher Politologe, Politiker der SPD und Unternehmer.

## Leben und Werdegang
Nach seinem Studium der Politologie an der FU Berlin war Dehn von 1969 bis 1972 Pressesprecher des Ersten Universitätspräsidenten Rolf Kreibich, bevor er als Angestellter in den Öffentlichen Dienst beim Kultusministerium in Niedersachsen eintrat und dort als Pressesprecher des damaligen Kultusministers Peter von Oertzen arbeitete. Er war danach Mitglied des Verwaltungsrates der Kreissparkasse in Hannover.
Peter Dehn hat zwei erwachsene Kinder aus erster Ehe und lebt in Halle (Saale).

## Politisches Wirken
Dehn trat 1963 in die SPD Hannover ein. 1974 wurde er Kreistagsabgeordneter des Landkreises Hannover und war dort ab 1980 Vorsitzender der SPD-Kreistagsfraktion.
In der 9. bis 11. Wahlperiode (27. Juli 1981 bis 20. Juni 1990) war Dehn Mitglied des Niedersächsischen Landtages.